# Alina Janowska
Pour les articles homonymes, voir Janowska.
Alina Maria Janowska-Zabłocka est une actrice, danseuse et chanteuse polonaise née le 16 avril 1923 à Varsovie et morte le 13 novembre 2017 dans la même ville.

## Biographie

### Jeunesse et Seconde Guerre mondiale
Alina Janowska passe une partie de son enfance à Żyrowice (biélorusse : Жыро́віцы), village aujourd'hui situé en Biélorussie. Au début de la Seconde Guerre mondiale, elle se rend à Vilnius et passe trois mois en captivité après la prise de la ville par les Allemands en 1941. Elle se rend à Varsovie où elle suit des cours de danse et loge chez une tante qui l'entraine dans la Résistance. Elle est arrêtée en 1942 et passe plusieurs mois à la prison pour femmes de Serbia (adjacente à la prison de Pawiak). Elle prend ensuite part à l'Insurrection de Varsovie comme agent de liaison au sein du bataillon Kiliński (pl) de l'Armia Krajowa.

### Carrière

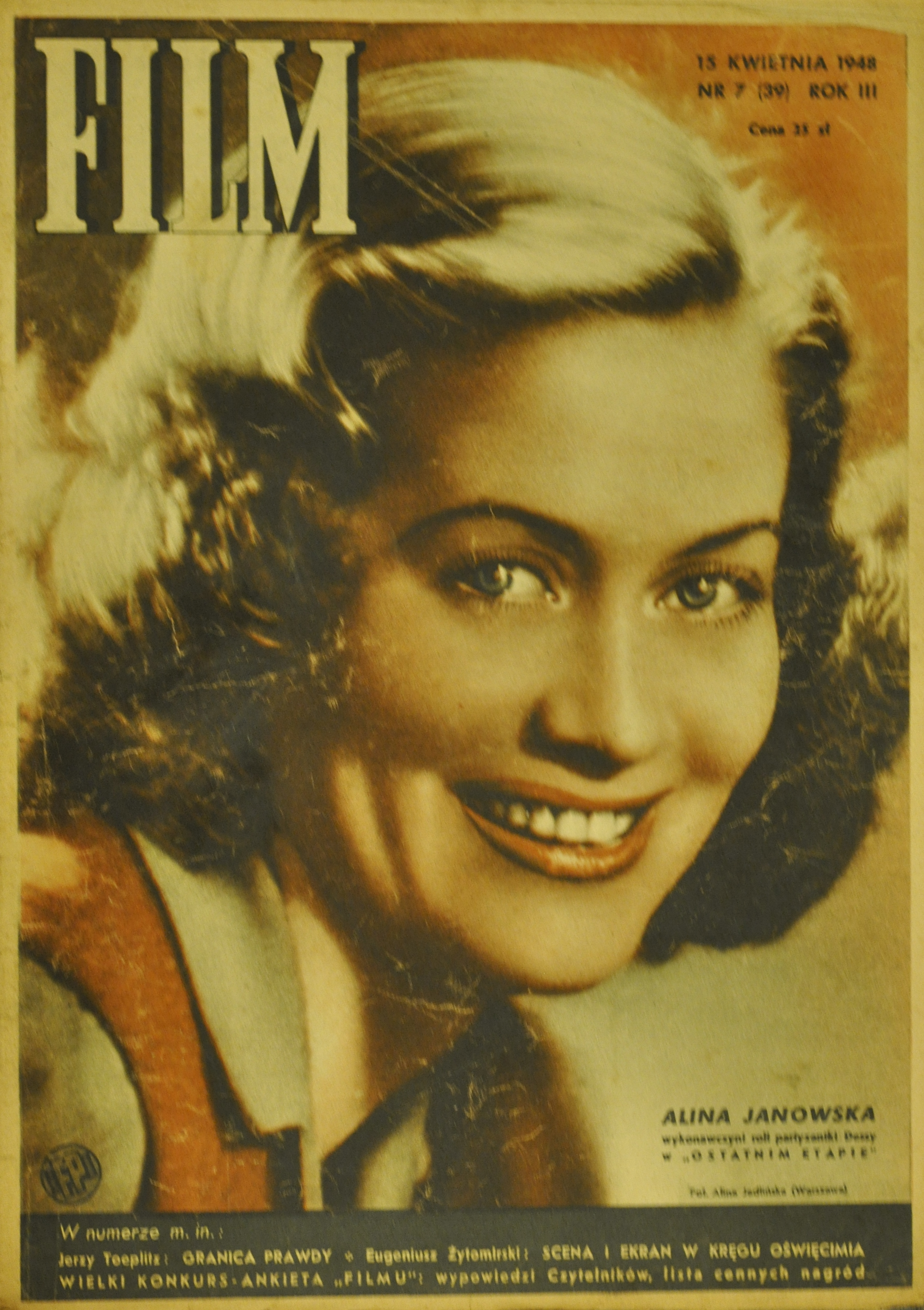
En couverture d'un magazine polonais en 1948.

Alina Janowska est embauchée après la guerre comme danseuse dans un théâtre de Łódź et fait ses débuts sur le grand écran en interprétant une chanson dans le premier long-métrage polonais de l'après-guerre : Chansons interdites de Leonard Buczkowski. L'année suivante, on la remarque dans La Dernière étape de Wanda Jakubowska. Elle quitte Łódź pour Varsovie où elle foule dans les années 1940-50 les planches de différents cabarets et théâtres, dont le Teatr Nowy de Julian Tuwim et le Syrena.
En 1961, elle est à l'affiche de Samson d'Andrzej Wajda, ce qui lui offre l'occasion de se rendre à la Mostra de Venise. Mais c'est son rôle de mère de famille dans la série télévisée Wojna domowa (1965-1966) qui assit définitivement sa popularité auprès du grand public en Pologne. Elle reste active sur le petit et le grand écran jusque dans les années 2000, avec notamment en 1975 le rôle principal du film Dulscy de Jan Rybkowski et, de 1997 à 2010, un rôle récurrent dans la série télévisée Złotopolscy.

### Vie privée
Mariée à l'architecte et ancien escrimeur olympique Wojciech Zabłocki, Alina Janowska est mère de deux enfants.

### Filmographie partielle
- 1947 : Chansons interdites de Leonard Buczkowski : une chanteuse
- 1947 : La Dernière Étape de Wanda Jakubowska : la Yougoslave Dessa
- 1949 : Une chaumière et un cœur de Leonard Buczkowski : Basia
- 1961 : Samson d'Andrzej Wajda : Lucyna
- 1961 : Smarkula de Leonard Buczkowski : docteure Wanda, l'amie de Bogdan
- 1991 : Rozmowy kontrolowane (Conversations contrôlées) de Sylwester Chęciński : Halina Należyty, une amie de tante Lusia

## Distinctions
- Commandeur avec étoile de l'ordre Polonia Restituta
- Croix de partisan (en polonais : Krzyż Partyzancki)
- Croix de l'Armia Krajowa
- Croix de l'Insurrection de Varsovie (en polonais : Warszawski Krzyż Powstańczy)
- Médaille d'or du Mérite culturel polonais Gloria Artis
- Ordre du Sourire